# Kamer Qaka
Kamer Adem Qaka (ur. 11 kwietnia 1995 w Peciu) – albański piłkarz grający na pozycji pomocnika, zawodnik północnomacedońskiej Shkëndiji.

## Lata młodości i kariera klubowa
Pochodzi z Pecia w Kosowie. Gdy miał 2,5 roku, wraz z rodzicami wyjechał do Norwegii. Treningi piłkarskie rozpoczął w Brandbu IF, z którego latem 2009 trafił do Vålerengi. W kwietniu 2010 podpisał zawodowy kontrakt z tym klubem, a w pierwszej drużynie zadebiutował 13 maja 2010 w wygranym 11:1 meczu pierwszej rundy Pucharu Norwegii z Oppsal IF, w którym strzelił gola. W kwietniu 2013 przeszedł do Raufoss IL. W lutym 2014 podpisał dwuletni kontrakt z Hønefoss BK. W styczniu 2015 podpisał dwuletni kontrakt z Sarpsborg 08. W styczniu 2016 został wypożyczony na pół roku do Kristiansund BK. W lipcu 2016 został wykupiony przez ten klub, po czym wywalczył z nim awans do Eliteserien, zostając najlepszym zawodnikiem sezonu. W lipcu 2017 podpisał dwuipółletni kontrakt z CSM Politehnica Jassy. W maju 2018 podpisał pięcioletni kontrakt z FCSB, jednak już we wrześniu wrócił do CSM Politehnica. W czerwcu 2019 podpisał czteroletni kontrakt z rumuńskim klubem Universitatea Krajowa.

## Kariera reprezentacyjna
Młodzieżowy reprezentant Norwegii w kadrach od U-15 do U-19. 13 listopada 2017 zadebiutował w reprezentacji Albanii w wygranym 3:2 meczu z Turcją.

## Sukcesy
Vålerenga Fotball
- Wicemistrz Norwegii: 2010

Sarpsborg 08 FF
- 2. miejsce w Pucharze Norwegii: 2015

Kristiansund BK
- Mistrz OBOS-ligaen: 2016